# Ulrik le Fevre
Ulrik le Fevre (25. června 1946, Vejle, Dánsko – 24. února 2024) byl dánský fotbalista, levý křídelní útočník.

## Fotbalová kariéra
Začínal v rodném Dánsku v týmu Vejle Boldklub. Dále hrál v německé bundeslize za Borussii Mönchengladbach a v belgické lize za Club Brugge KV. Kariéru končil v mateřském Vejle. Získal dva mistrovské tituly s Borussií Mönchengladbach v bundeslize, tři v belgické lize s Club Brugge KV a jednou vyhrál dánskou ligu s Vejle. Jednou vyhrál belgický i dánský fotbalový pohár. V Poháru mistrů evropských zemí nastoupil v 18 utkáních a dal 5 gólů, v Poháru vítězů pohárů nastoupil ve 4 utkáních a v Poháru UEFA nastoupil v 16 utkáních a dal 2 góly. Za dánskou reprezentaci nastoupil v letech 1965–1976 ve 37 utkáních a dal 7 gólů.

## Ligová bilance
| Ročník                               | Zápasy | Góly | Klub                     |
| ------------------------------------ | ------ | ---- | ------------------------ |
| Dánská 1. divize 1964                | -      | -    | Vejle Boldklub           |
| Dánská 1. divize 1965                | -      | -    | Vejle Boldklub           |
| Dánská 1. divize 1966                | -      | -    | Vejle Boldklub           |
| Dánská 1. divize 1967                | -      | -    | Vejle Boldklub           |
| Dánská 1. divize 1968                | -      | -    | Vejle Boldklub           |
| Dánská 1. divize 1969                | -      | -    | Vejle Boldklub           |
| Německá fotbalová Bundesliga 1969/70 | 29     | 8    | Borussia Mönchengladbach |
| Německá fotbalová Bundesliga 1970/71 | 31     | 3    | Borussia Mönchengladbach |
| Německá fotbalová Bundesliga 1971/72 | 30     | 10   | Borussia Mönchengladbach |
| Jupiler Pro League 1972/73           | 23     | 6    | Club Brugge KV           |
| Jupiler Pro League 1973/74           | 28     | 6    | Club Brugge KV           |
| Jupiler Pro League 1974/75           | 36     | 9    | Club Brugge KV           |
| Jupiler Pro League 1975/76           | 33     | 8    | Club Brugge KV           |
| Jupiler Pro League 1976/77           | 23     | 5    | Club Brugge KV           |
| Dánská 1. divize 1977                | 5      | 0    | Vejle Boldklub           |
| Dánská 1. divize 1978                | 13     | 7    | Vejle Boldklub           |
| CELKEM                               | 251    | '62  |                          |